# Sterling (programa)
Sterling es una programa para la generación de fractales. Fue desarrollado por Stephen C. Ferguson en 1999 con el lenguaje de programación C por el sistema Microsoft Windows. Al principio era extraído como freeware pero ahora por obtenerlo de la página de Ferguson es necesario pagar $25. Sterling2 es una versión freeware de Sterling que usa otros algoritmos. Fue desarrollado en septiembre de 2008 por Tad Boniecki. Excepto por el nombre (vale a decir sterlingwar2 que se lee en el título y en el diálogo de About), la programación aparece idéntica al Sterling original. En su código interno las únicas diferencias son las 50 fórmulas usadas para generar los fractales. Los archivos parametricos creados para Sterling, aunque dibujan imágenes diferentes, pueden ser usados en Sterling2 y viceversa.
Sterling se basa en la idea que una manera para producir fractales interesantes es usar filtros y tonalidades elaborados. En muchas imágenes, el interés principal se encuentra en los filtros, más que en los límites propios del fractal, como en lugar de programas tradicionales. El fractal en este caso sirve solo como una función de inicialización para los filtros y los algoritmos de coloración. Una característica de Sterling es la riqueza de las representaciones.
Sterling posee un simple GUI con pocos funciones. La programa puede guardar los archivos en formato jpg, bmp o en seis otros formatos. Sterling deja dibujar en modalidad Julia y al revés, además implementa el anti-aliasing. Sterling ofrece 32 renderizados diferentes y cuatro efectos de transformación. Hay tres controles independientes para cambiar los colores y dos modalidades de zoom.
El paquete zip de Sterling2 (436 kb) contiene también breves instrucciones. No necesita instalación — basta colocar el archivo ejecutable y el archivo .dll en el mismo directorio y ejecutar el ejecutable.

## Imágenes

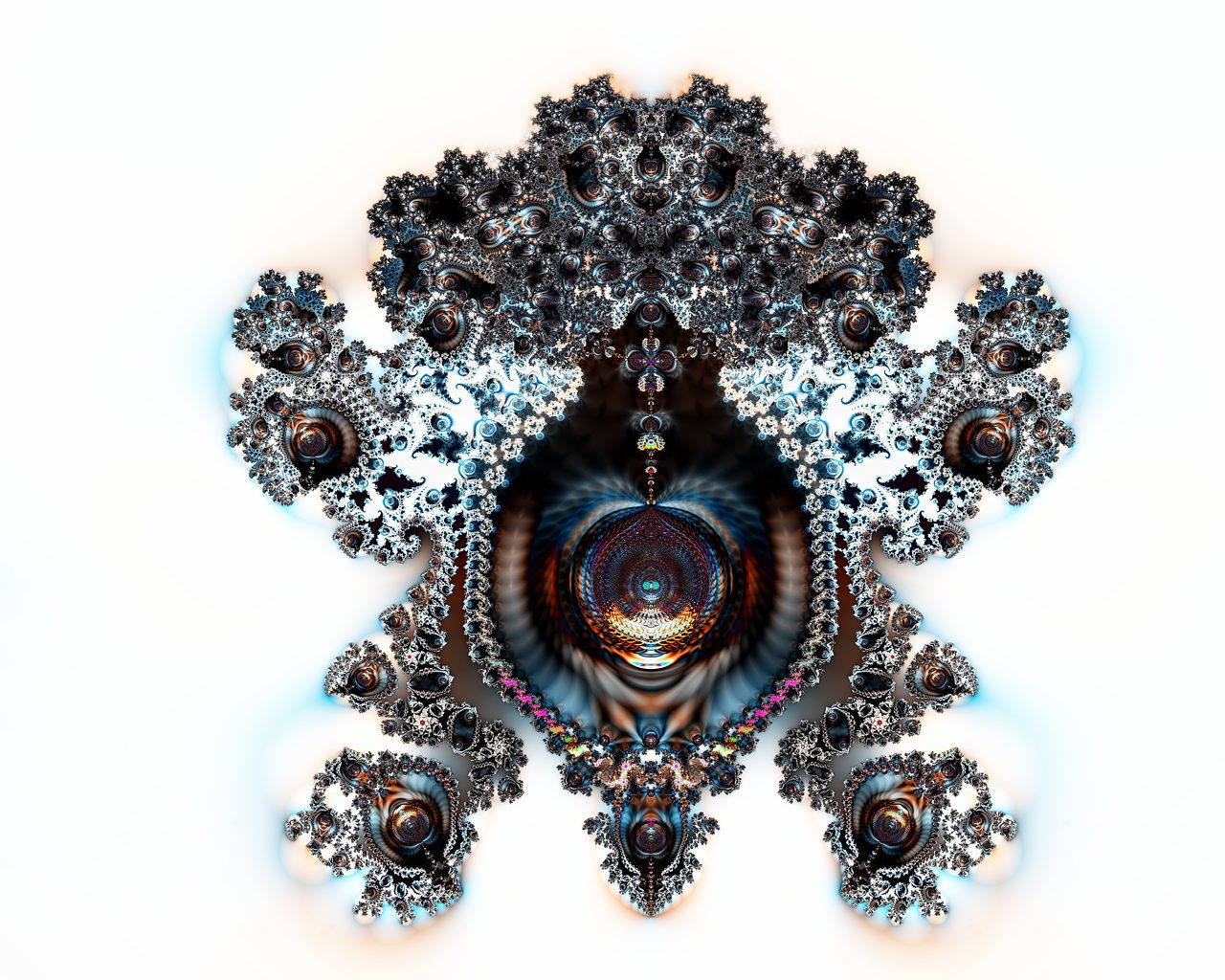
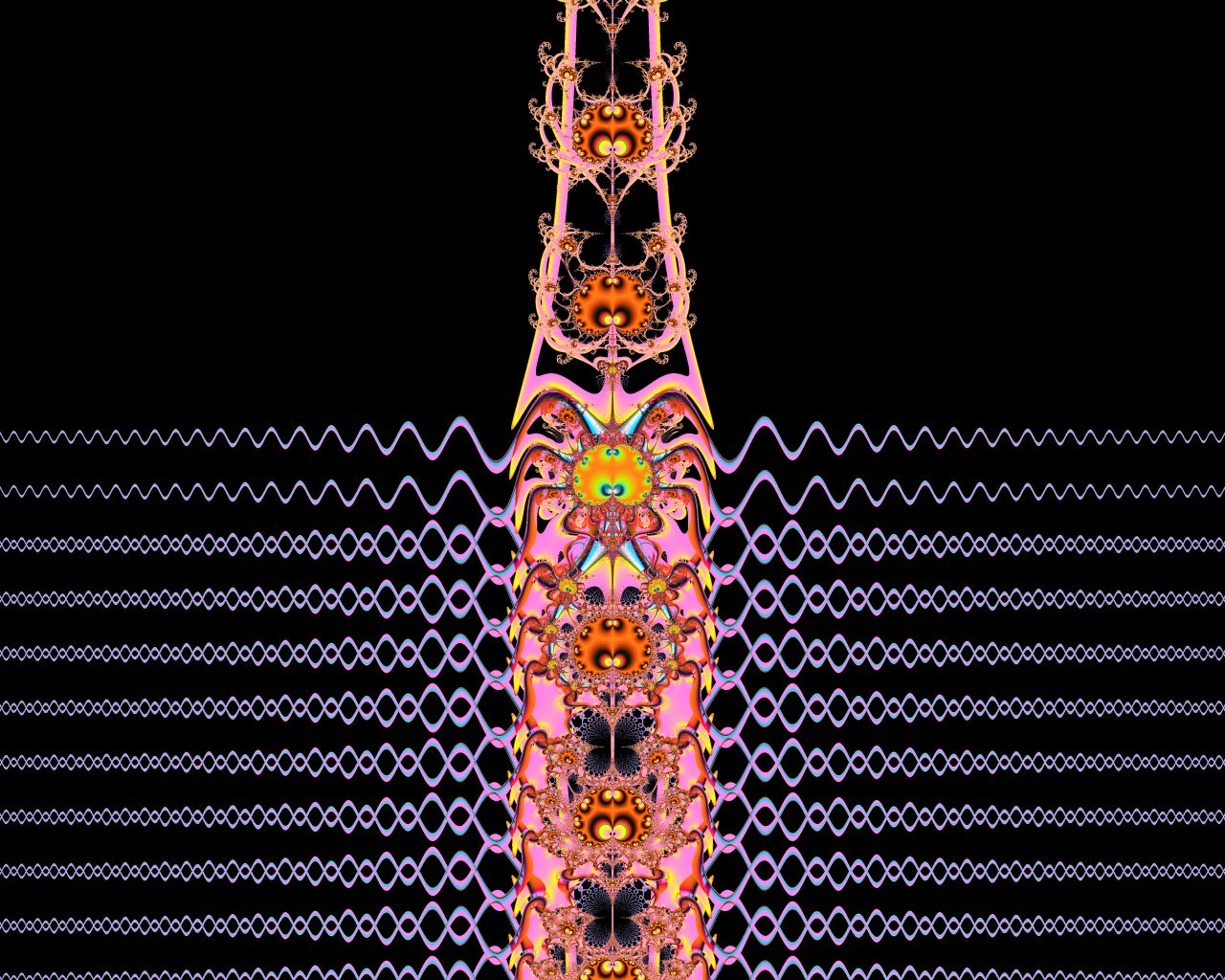
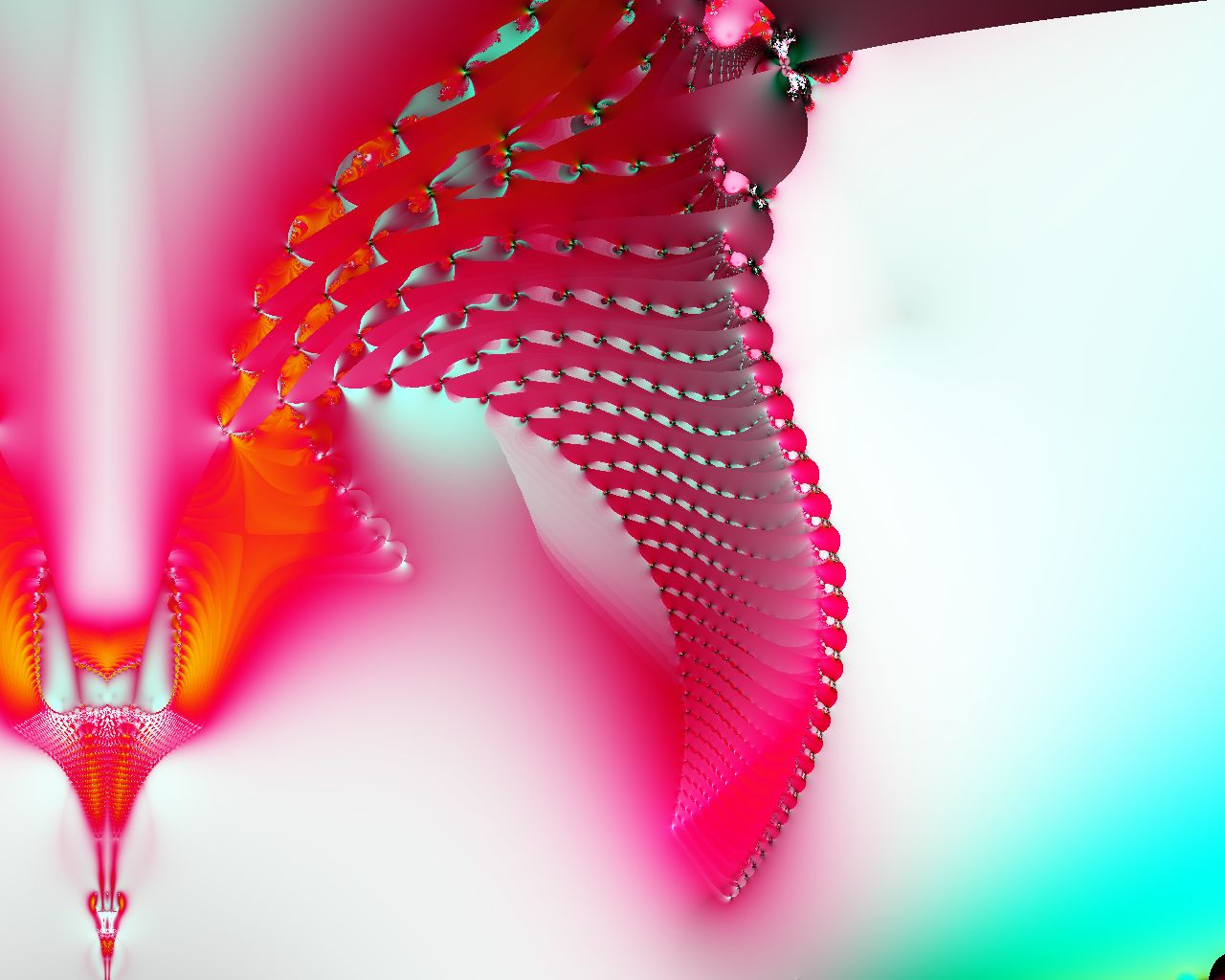
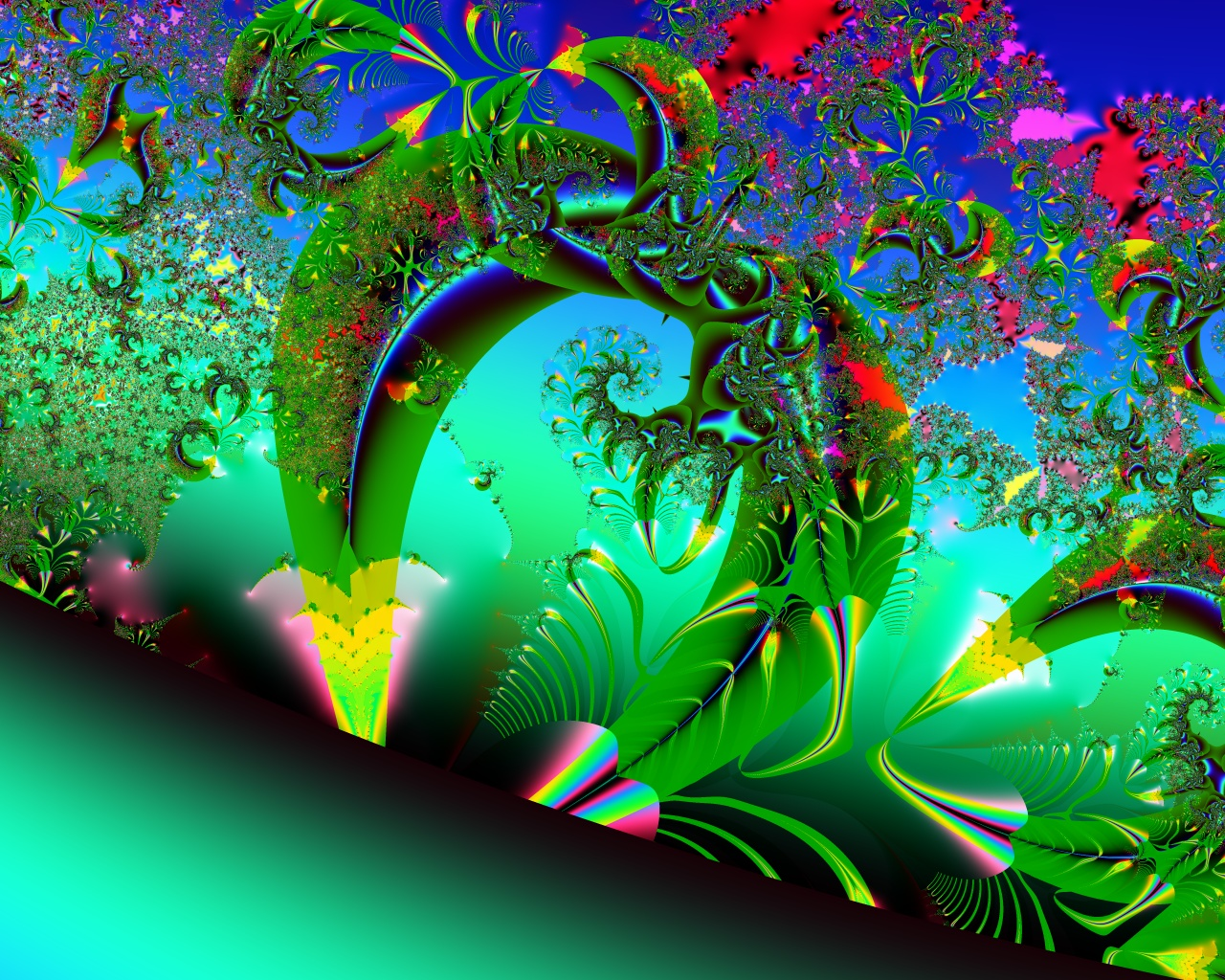
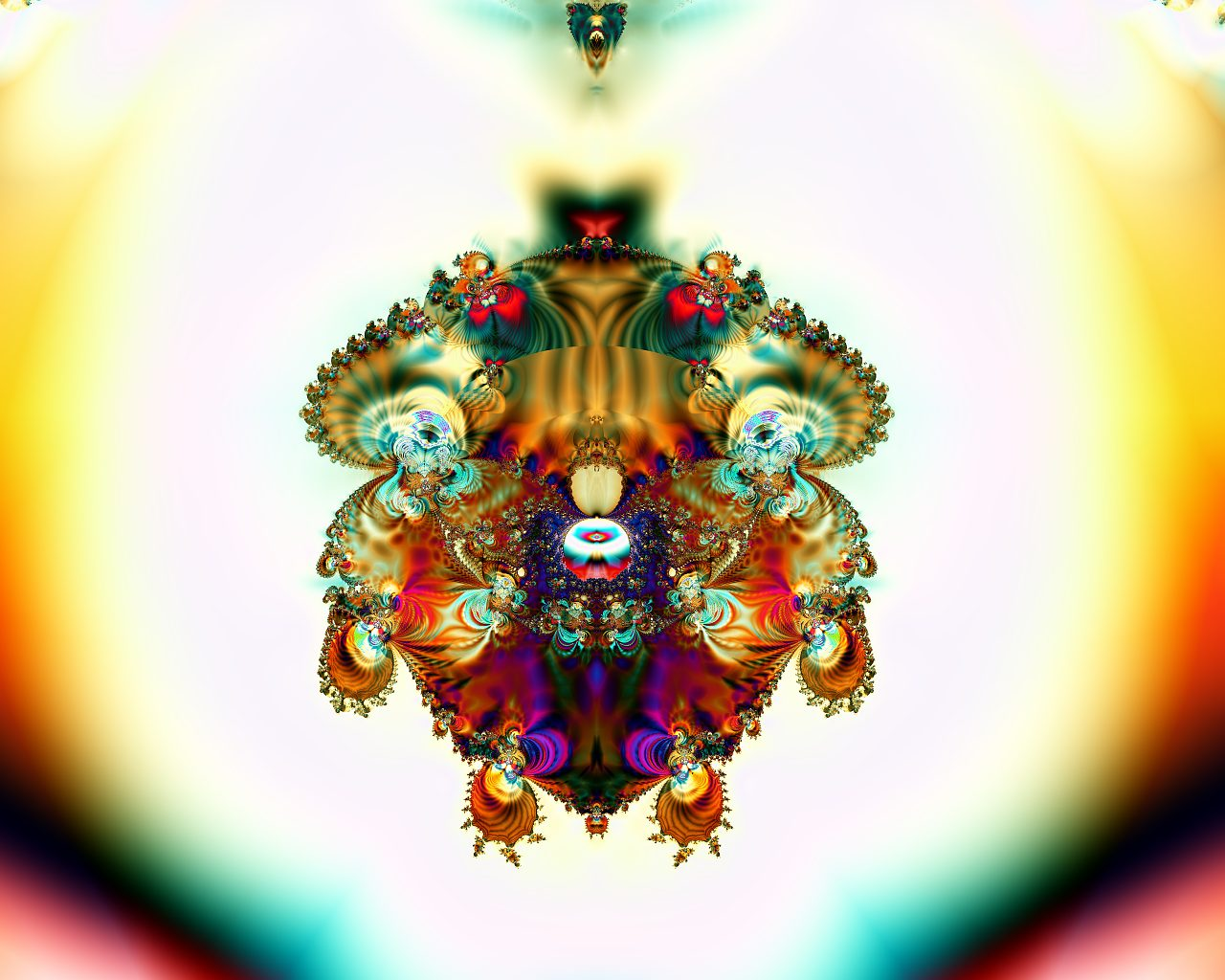
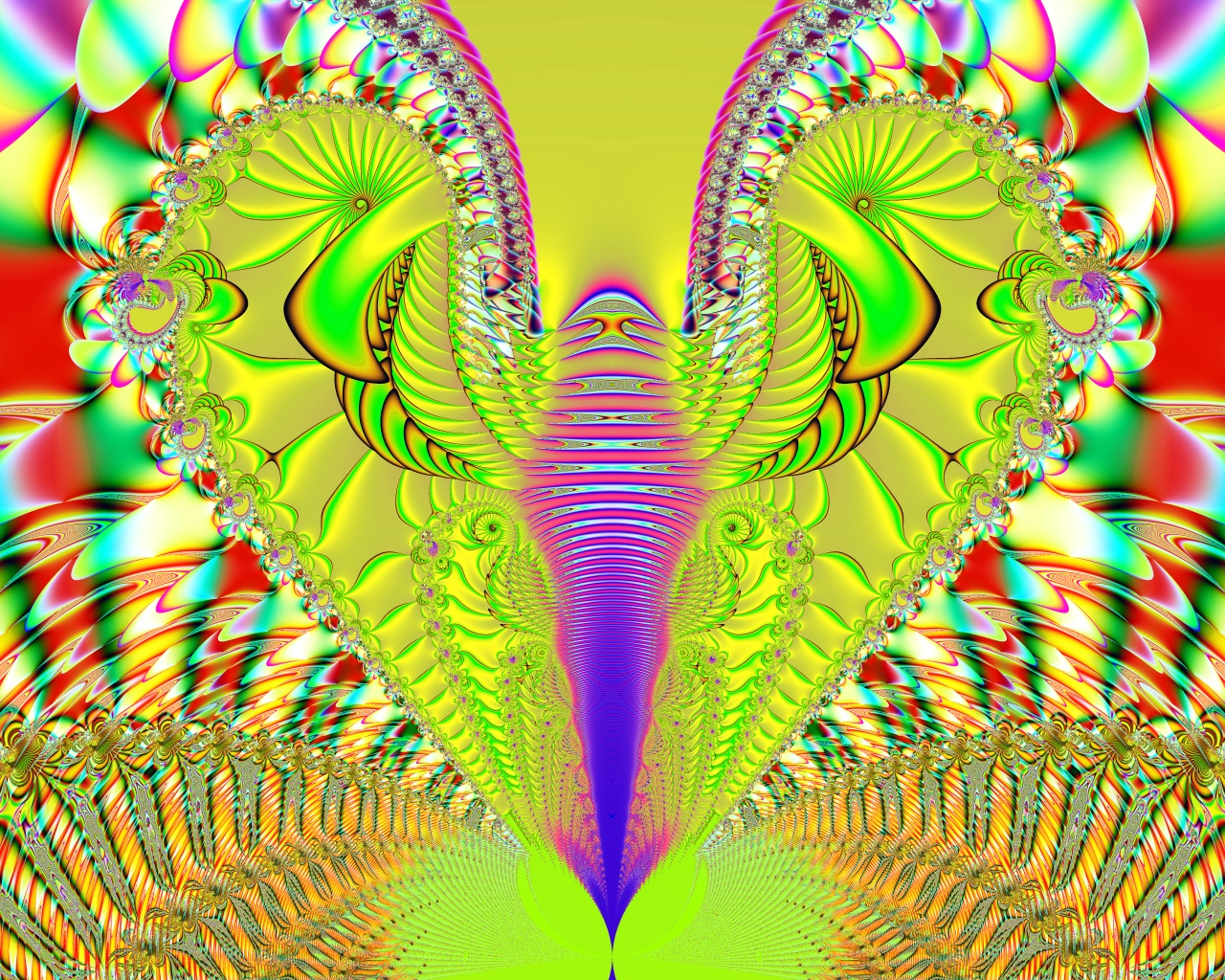